# Cosinus director
În geometria analitică cosinusurile directoare ale unui vector sunt cosinusurile unghiurilor dintre acel vector și axele de coordonate. Echivalent, ele sunt componentele bazei unui versor orientat în acea direcție. Cosinusurile directoare sunt o extensie analoagă noțiunii obișnuite de pantă la dimensiuni mai mari.
În spațiul tridimensional versorul are trei componente.

## Coordonate carteziene tridimensionale

Vector v în R^{3}, componentele vectorului, v_{x}, v_{y} și v_{z}, și unghiurile directoare a, b și c

Unghiurile directoare a, b și c, și componentele bazei canonice, e_{x}, e_{y} și e_{z} pentru versorul v/v

Dacă v este un vector euclidian în spațiul euclidian tridimensional, R3,
{\displaystyle \mathbf {v} =v_{x}\mathbf {e} _{x}+v_{y}\mathbf {e} _{y}+v_{z}\mathbf {e} _{z},}
unde ex, ey, ez sunt componentele bazei canonice în notația carteziană, atunci cosinusurile directoare sunt
{\displaystyle {\begin{alignedat}{2}\alpha &{}=\cos a={\frac {\mathbf {v} \cdot \mathbf {e} _{x}}{\Vert \mathbf {v} \Vert }}&&{}={\frac {v_{x}}{\sqrt {v_{x}^{2}+v_{y}^{2}+v_{z}^{2}}}},\\\beta &{}=\cos b={\frac {\mathbf {v} \cdot \mathbf {e} _{y}}{\Vert \mathbf {v} \Vert }}&&{}={\frac {v_{y}}{\sqrt {v_{x}^{2}+v_{y}^{2}+v_{z}^{2}}}},\\\gamma &{}=\cos c={\frac {\mathbf {v} \cdot \mathbf {e} _{z}}{\Vert \mathbf {v} \Vert }}&&{}={\frac {v_{z}}{\sqrt {v_{x}^{2}+v_{y}^{2}+v_{z}^{2}}}}.\end{alignedat}}}
Ridicând la pătrat fiecare ecuație și adunând rezultatele se obține
{\displaystyle \cos ^{2}a+\cos ^{2}b+\cos ^{2}c=\alpha ^{2}+\beta ^{2}+\gamma ^{2}=1.}
unde α, β și γ sunt cosinusurile directoare și coordonatele carteziene ale versorului v/|v|, iar a, b și c sunt unghiurile directoare ale vectorului v.
Unghiurile directoare a, b și c sunt unghiuri ascuțite sau obtuze, adică 0 ≤ a ≤ π, 0 ≤ b ≤ π și 0 ≤ c ≤ π, și sunt unghiurile formate între v și componentele bazei canonice, ex, ey și ez.

## Înțelesul în general
În general, noțiunea de cosinus director se referă la cosinusul unghiului dintre oricare doi vectori euclidieni. Este o formă mai comodă de generare a elementelor unei matrice de rotație⁠(d) care descrie un set de vectori de bază ortonormali în termenii unei alte mulțimi, sau pentru descrierea unui vector euclidian cunoscut într-o bază diferită. 